# Phyllanthus micranthus
Phyllanthus micranthus är en emblikaväxtart som beskrevs av Achille Richard. Phyllanthus micranthus ingår i släktet Phyllanthus och familjen emblikaväxter. Inga underarter finns listade i Catalogue of Life.